# Атака титанів (аніме)
«Атака титанів» (яп. 進撃の巨人, Shingeki no Kyojin, букв. «Атакуючий гігант») — аніме-серіал у жанрі темного фентезі, адаптація однойменної манґи Ісаями Хадзіме. Прем'єра аніме відбулася 7 квітня 2013 року, показ завершився 5 листопада 2023 року. Воно транслювалося на каналах MBS TV (перші два сезони) та NHK General TV (третій сезон і далі). У Північній Америці аніме було ліцензовано та транслювалося на сервісах Crunchyroll, Funimation та Hulu. Крім того, в США Attack on Titan транслювалося в програмному блоці Toonami каналу Adult Swim.
Дія відбувається в постапокаліптичному світі, де залишки людей живуть за стінами, що захищають їх від гігантських гуманоїдів, які мають назву «титани». Attack on Titan розповідає про хлопця Ерена Єгера та його друзів Мікасу Акерман і Арміна Арлерта. Коли величезний Колосальний титан пробиває стіну їхнього рідного міста, титани руйнують його та з'їдають матір Ерена. Поклявшись помститися, Ерен приєднується до елітного Розвідувального корпусу, групи солдатів, які напряму воюють проти титанів. У аніме розповідається про подорож Ерена з Розвідкорпусом, який бореться проти титанів та досліджує їхнє походження та історію.
З моменту прем'єри в 2013 році Attack on Titan отримала загальне визнання та численні похвали від критиків, та вважається одним із найкращих аніме-серіалів усіх часів. Критики та глядачі високо оцінили аніме за оповідання, анімацію, послідовність дій, персонажів, озвучення (оригінальне та дубльоване), саундтрек та темні теми. Аніме відоме своєю широкою привабливістю та величезною глобальною популярністю, його називають важливим фактором у представленні аніме новому поколінню.

## Список сезонів
| Сезон | Епізоди | Епізоди | Оригінальний показ | Оригінальний показ |
| Сезон | Епізоди | Епізоди | Перший показ       | Останній показ     |
| ----- | ------- | ------- | ------------------ | ------------------ |
| 1     | 25      | 25      | 7 квітня 2013      | 29 вересня 2013    |
| 2     | 12      | 12      | 1 квітня 2017      | 17 червня 2017     |
| 3     | 22      | 12      | 23 липня 2018      | 15 жовтня 2018     |
| 3     | 22      | 10      | 29 квітня 2019     | 1 липня 2019       |
| 4     | 35      | 16      | 7 грудня 2020      | 29 березня 2021    |
| 4     | 35      | 12      | 10 січня 2022      | 4 квітня 2022      |
| 4     | 35      | Сп.     | 4 березня 2023     | 4 березня 2023     |
| 4     | 35      | Сп.     | 5 листопада 2023   | 5 листопада 2023   |

### Сезон 1
У першому сезоні головний герой, Ерен Єгер, стає свідком смерті власної матері, яку з’їли гігантські гуманоїди під назвою «титани». Це дає мотивацію Ерену розвивати свої бойові навички, щоб боротися з титанами. Пізніше, під час чергового нападу, Ерена з'їдають, але перед смертю він виявляє, що сам може перетворюватися на титана, контролювати його та битися, як людина. Згодом, Ерен дізнається, як використовувати нові здібності для боротьби з чудовиськами, і продовжує тренування, оскільки все більше титанів продовжують нападати на його батьківщину.

### Сезон 2
У другому сезоні головні персонажі, які приєдналися до Розвідувального корпусу, кидаються в бій після того, як титани проламали стіни та ввійшли без будь-яких видимих слідів. По дорозі вони дізнаються про справжню природу Титанів.

### Сезон 3
У третьому сезоні, що складається з двох частин, на Розвідкорпус полюють невідомі, оскільки розшукують Ерена та ще одного члена. Пізніше герої відвойовують рідне місто Єгера в битві проти найсильніших титанів. Після цього, переживши нищівні бої, члени Розвідувального загону відкривають правду про свій світ та людство загалом.

### Сезон 4
Дія четвертого сезону, поділеного на чотири частини з підзаголовком «Останній сезон», розгортається через чотири роки після третього. Нові персонажі, частина елітного ворожого загону ворогів, борються з Розвідувальним корпусом, оскільки кожна сторона прагне захистити свій дім та ідеали. У той же час Ерен будує руйнівний план звільнити свою батьківщину від усіх ворогів.

## У ролях
| Персонаж                                                     | Сейю                         |
| ------------------------------------------------------------ | ---------------------------- |
| Ерен Єгер (яп. エレン・イェーガー, Ерен Є:ґа:)               | Кадзі Юкі                    |
| Мікаса Аккерман (яп. ミカサ・アッカーマン, Мікаса Акка:ман)  | Ісікава Юї                   |
| Армін Арлерт (яп. アルミン・アルレルト, Арумін Аруреруто)    | Іноуе Маріна                 |
| Райнер Браун (яп. ライナー・ブラウン, Райна: Бураун)         | Хосоя Йосімаса               |
| Леві Аккерман (яп. リヴァイ・アッカーマン, Ріваі Акка:ман)   | Камія Хіросі                 |
| Ханджі Зое (яп. ハンジ・ゾエ, Хандзі Зое)                    | Паку Ромі                    |
| Жан Кірштайн (яп. ジャン・キルシュタイン, Дзян Кірюсютайн)   | Таніяма Кісьо                |
| Конні Спрінґер (яп. コニー・スプリンガー, Коні: Супурінґа:)  | Сімоно Хіро                  |
| Саша Браус (яп. サシャ・ブラウス, Сася Бураусу)              | Кобаясі Ю                    |
| Ервін Сміт (яп. エルヴィン・スミス, Ерувін Сумісу)           | Оно Дайсуке                  |
| Енні Леонхарт (яп. アニ・レオンハート, Ані Реонха:то)        | Сімамура Ю                   |
| Ханнес (яп. ハンネス, Ханнесу)                               | Фудзівара Кейдзі (1 сезон)   |
| Ханнес (яп. ハンネス, Ханнесу)                               | Цуда Кендзіро (2—3 сезони)   |
| Бертольд Хувер (яп. ベルトルト・フーバー, Беруторуто Фу:ба:) | Хасідзуме Томохіса           |
| Бертольд Хувер (яп. ベルトルト・フーバー, Беруторуто Фу:ба:) | Кандзе Норіакі (в дитинстві) |
| Хісторія Рейсс (яп. ヒストリア・レイス, Хісуторіа Рейсу)     | Мікамі Сіорі                 |
| Імір (яп. ユミル, Юміру)                                     | Фудзіта Сакі                 |
| Марко Ботт (яп. マルコ・ボット, Маруко Ботто)                | Осака Рьота                  |
| Зік Єгер (яп. ジーク・イェーガー, Дзі:ку Є:ґа:)              | Коясу Такехіто               |
| Зік Єгер (яп. ジーク・イェーガー, Дзі:ку Є:ґа:)              | Ясасіта Дайкі (в дитинстві)  |
| Род Рейсс (яп. ロッド・レイス, Роддо Рейсу)                  | Яра Юсаку                    |
| Кенні Аккерман (яп. ケニー・アッカーマン, Кені: Акка:ман)    | Ямадзі Кадзухіро             |
| Флок Форстер (яп. フロック・フォルスター, Фурокку Форусута:) | Оно Кенсьо                   |
| Пік Фінґер (яп. ピーク・フィンガー, Пі:ку Фінґа:)            | Нумакура Манамі              |
| Ґабі Браун (яп. ガビ・ブラウン, Ґабі Бураун)                 | Сакура Аяне                  |
| Фалько Ґрайс (яп. ファルコ・グライス, Фаруко Ґурайсу)        | Ханае Нацукі                 |
| Тео Маґат (яп. テオ・マガト, Тео Маґато)                     | Сайто Дзіро                  |
| Порко Ґальярд (яп. ポルコ・ガリアード, Поруко Ґаріа:до)      | Масуда Тосікі                |
| Кольт Ґрайс (яп. コルト・グライス, Коруто Ґураісу)           | Мацукадзе Масая              |
| Єлена (яп. イェレナ, Yerena)                                 | Сайґа Міцукі                 |
| Онянкопон (яп. オニャンコポン)                               | Хіватарі Кодзі               |

## Виробництво

### Перший сезон та фільми-збірки
Attack on Titan, створене студією Wit Studio та режисером Аракі Тецуро, транслювалося на каналі MBS TV з 7 квітня до 29 вересня 2013 року, а потім повторно на Tokyo MX, FBS, TOS, HTB, TV Aichi та BS11. Під час виробництва аніме виникли певні проблеми, оскільки відчувалася нестача аніматорів, через це дизайнер персонажів Wit Studio, Асано Кьодзі, написав у Твіттері оголошення про пошук активних аніматорів для роботи над аніме.
І Funimation, і Crunchyroll транслювали аніме на свої веб-сайтах із англійськими субтитрами. В 2014 році компанія Funimation також отримала ліцензію на випуск аніме для домашнього відео. Прем'єра першої серії англійської версії відбулася на фанатській конвенції Anime Boston, а інші серії були доступні за підпискою Funimation. На телебаченні аніме транслювалося щотижня в програмному блоці Toonami каналу Adult Swim з 3 травня 2014 року, починаючи о 23:30 за північноамериканським східним часом. В Австралії аніме транслювалося на каналі SBS 2 щовівторка японською мовою з англійськими субтитрами, а перша серія вийшла в ефір 30 вересня 2014 року. У Великобританії перший сезон розповсюджувався компанією Manga Entertainment, а в Австралії та Новій Зеландії — Madman Entertainment, яка транслювала його на Madman Screening Room.
Остання серія транслювалася в японських кінотеатрах. Сюжет першого сезону був зібраний у два анімаційних фільми з новою озвучкою від того ж акторського складу. Перший фільм Attack on Titan – Part 1: Crimson Bow and Arrow (яп. 「進撃の巨人」前編～紅蓮の弓矢～, Shingeki no Kyojin Zenpen ~Guren no Yumiya~), що охоплює перші 13 серій аніме, вийшов 22 листопада 2014 року, тоді як другий фільм Attack on Titan – Part 2: Wings of Freedom (яп. 「進撃の巨人」後編～自由の翼～, Shingeki no Kyojin Kōhen ~Jiyū no Tsubasa~) охоплює решту епізодів та додає нові початкові та кінцеві кадри. Він був випущений 27 червня 2015 року. Повторна трансляція першого сезону відбувалася з 9 січня 2016 року на каналі NHK BS Premium. Фільми-збірки транслювалися в січні 2017 року на MBS.

### Другий сезон та фільм-збірка
Про створення другого сезону аніме було оголошено в день прем'єри першого анімаційного фільму, спочатку його планувалося випустити в 2016 році. Пізніше в номері журналу Bessatsu Shōnen Magazine за січень 2017 року було підтверджено, що прем'єра другого сезону відбудеться в квітні 2017 року. Режисером став Коїдзука Масасі, а Аракі став головним режисером. Трансляція аніме відбулася з 1 квітня до 17 червня 2017 року на MBS та інших телеканалах, усього було показано 12 серій. Третій фільм-збірка, який підсумовує події другого сезону, має назву Attack on Titan: The Roar of Awakening (яп. 「進撃の巨人」 ～覚醒の咆哮～, Shingeki no Kyojin ~Kakusei no Hōkō~), перший показ відбувся 13 січня 2018 року.
Аніме транслювалася одночасно на Funimation, Crunchyroll та нині не існуючому каналі VRV о 10:30 ранку за EST. На своїх веб-сайтах Funimation та Crunchyroll транслювали весь другий сезон з англійськими субтитрами, тоді як Toonami транслював дубльовану версію. Також було оголошено, що прем'єра другого сезону Attack on Titan на Toonami відбудеться 29 квітня. Згодом, 3 квітня, оголосили, що прем'єра другого сезону відбудеться тижнем раніше, тобто 22 квітня. Madman Entertainment транслювала аніме в Австралії та Новій Зеландії на AnimeLab. У Великобританії випуском сезону на домашні медіа займалася компанія Sony Pictures.

### Третій сезон та фільм-збірка
17 червня 2017 року, в останній серії другого сезону був анонсований третій сезон, також була зазначена дата виходу — 23 липня 2018 року. Трейлер оприлюднили 27 квітня 2018 року. Перша частина третього сезону транслювалася в Японії на каналі NHK General TV з 23 липня до 15 жовтня 2018 року, а друга частина — з 29 квітня до 1 липня 2019 року. Ісаяме Хадзіме, автор та ілюстратор оригінальної манґи, тісно співпрацював з аніматорами та давав їм пропозиції, щоб забезпечити достовірність історії. У 2018 році стало відомо, що Ісаяма пошкодував про те, як написав певну частину манґи, тому він особисто попросив анімаційну студію внести зміни в аніме. Студія вшанувала це бажання, в результаті чого перша частина третього сезону трохи відрізняється від відповідних глав манґи. Четвертий фільм-збірка Attack on Titan: Chronicle (яп. 「進撃の巨人」 〜クロニクル〜, Shingeki no Kyojin ~Kuronikuru~), який підсумовує всі три сезони, вийшов 17 липня 2020 року.
Funimation оголосила, що світова прем’єра першої серії третього сезону відбудеться на заході Anime Expo 8 липня 2018 року. Компанія додала, що епізод буде транслюватися в кінотеатрах Північної Америки разом із фільмом Attack on Titan: Roar of Awakening 10 липня 2018 року. Adult Swim транслював англійську версію (дубльовану) третього сезону, починаючи з 18 серпня 2018 року і до 27 липня 2019 року. 4 липня 2020 року Funimation оголосила про ліцензування фільму Attack on Titan: Chronicle для випуску у Великобританії, Ірландії та Північній Америці.

### Четвертий сезон: Фінал
Після виходу останньої серії третього сезону 1 липня 2019 року було оголошено, що четвертий і останній сезон аніме-серіалу планується випустити восени 2020 року на NHK General TV. 29 травня 2020 року було підтверджено, що аніме тепер створює не Wit Studio, а MAPPA. Замість Аракі Тецуро та Коїдзуки Масасі режисерами стали Хаясі Юйтіро та Сісідо Дзюн, сценаристом — Секо Хіросі замість Кобаясі Ясуко, а дизайнером персонажів — Кісі Томохіро замість Асано Кьодзі. Композитор Савано Хіроюкі залишився, але до нього доєднався Ямамото Кота. 23 вересня 2020 року NHK включила вихід останнього сезону в свій розклад мовлення на 7 грудня 2020 року. Netflix Сінгапуру та інших країн Південно-Східної Азії оголосив про початок регіональної потокової трансляції з 10 та 11 грудня того ж року. Перша частина сезону, що складається з 16 серій, транслювалася на NHK General TV до 29 березня 2021 року. Друга частина, яка складається з 12 серій, транслювалася з 10 січня до 4 квітня 2022 року вдень о 12:05 за японським стандартним часом (JST). Третя та четверта частини спочатку транслювалися як два телевізійні спеціальні епізоди (спешли): прем’єра першого відбулася 4 березня 2023 року о 00:25 за JST, а другого — 5 листопада того ж року опівночі. Після трансляції другого спешлу на кількох потокових сервісах були розповсюджені телевізійні версії обох частин, які за розміром відповідають стандартному епізоду (20 хвилин). 88—90 серії, які складають перший спешл, почали транслюватися 5 листопада 2023 року, а 91—94 серії, які відповідно складають другий епізод, — 19 листопада того ж року.
Attack on Titan: Special Omnibus (яп. 進撃の巨人 ―特別総集編―, Shingeki no Kyojin ―Tokubetsu Sōshūhen―) — аніме, яке переказує сюжет перших трьох сезонів та перших двох частей четвертого. Спочатку воно складалося з шести серій із трьома додатковими серіями (екстра) та транслювалося в Японії з 24 жовтня до 12 грудня 2021 року на NHK General TV. NHK повторно транслював його 6 та 7 січня 2022 року, за кілька днів до прем’єри 76 серії. Друга повторна трансляція, але вже з новою, сьомою серією, відбулася з 25 до 27 лютого 2023 року.

## Музика

### Перший сезон
У першому сезоні в перших тринадцяти серіях початковою темою є «Guren no Yumiya» (яп. 紅蓮の弓矢, «Багряний лук і стріла»), стилізована німецькою як «Feuerroter Pfeil und Bogen», від гурту Linked Horizon, а завершальною темою є «Utsukushiki Zankoku na Sekai» (яп. 美しき残酷な世界, «Цей прекрасний жорстокий світ») від Хікаси Йоко. В 14–25 серіях на початку грає «Jiyū no Tsubasa» (яп. 自由の翼, «Крила свободи»), стилізована німецькою як «Die Flügel der Freiheit», від Linked Horizon, а в кінці грає «Great Escape» від Cinema Staff. І «Guren no Yumiya», і «Jiyū no Tsubasa» були випущені як частина синглу «Jiyū e no Shingeki» 10 липня 2013 року, який розпродався тиражем понад 100 тисяч копій за перший тиждень.
Саундтрек для 1 сезону створив композитор Савано Хіроюкі, а перший компакт-диск випустила 28 червня 2013 року компанія Pony Canyon. Він містить 16 треків, у тому числі 6 вокальних пісень у виконанні Кобаясі Міки, mpi, Cyua, Еймі Блекшлеґер та CASG (Caramel Apple Sound Gadget). Другий компакт-диск, що містить другу половину саундтреку, був випущений 16 жовтня 2013 року як бонус до четвертого обмеженого видання аніме від Blu-Ray на DVD.

#### Список треків
Автор музики Савано Хіроюкі. 
| Attack on Titan Original Soundtrack (стандартне видання) | Attack on Titan Original Soundtrack (стандартне видання) | Attack on Titan Original Soundtrack (стандартне видання) | Attack on Titan Original Soundtrack (стандартне видання) | Attack on Titan Original Soundtrack (стандартне видання) |
| #                                                        | Назва                                                    | Автор слів                                               | Вокал                                                    | Тривалість                                               |
| -------------------------------------------------------- | -------------------------------------------------------- | -------------------------------------------------------- | -------------------------------------------------------- | -------------------------------------------------------- |
| 1.                                                       | «ətˈæk 0N tάɪtn»                                         | Rie                                                      | Кобаясі Міка                                             | 4:16                                                     |
| 2.                                                       | «The Reluctant Heroes»                                   | mpi                                                      | mpi                                                      | 4:27                                                     |
| 3.                                                       | «eye-water»                                              |                                                          |                                                          | 3:01                                                     |
| 4.                                                       | «立body機motion»                                         |                                                          |                                                          | 5:42                                                     |
| 5.                                                       | «cóunter・attàck-mˈænkάɪnd»                              |                                                          |                                                          | 6:06                                                     |
| 6.                                                       | «army⇒G♂»                                                |                                                          |                                                          | 3:26                                                     |
| 7.                                                       | «Vogel im Käfig»                                         | Rie                                                      | Cyua                                                     | 6:20                                                     |
| 8.                                                       | «DOA»                                                    | mpi                                                      | Еймі Блекшлеґер                                          | 3:26                                                     |
| 9.                                                       | «凸】♀】♂】←巨人»                                        |                                                          |                                                          | 4:21                                                     |
| 10.                                                      | «E・M・A»                                                |                                                          |                                                          | 5:42                                                     |
| 11.                                                      | «巨♀~9地区»                                              |                                                          |                                                          | 5:15                                                     |
| 12.                                                      | «Bauklötze»                                              | Rie                                                      | Кобаясі Міка                                             | 3:56                                                     |
| 13.                                                      | «2chi城»                                                 |                                                          |                                                          | 6:47                                                     |
| 14.                                                      | «XL-TT»                                                  |                                                          |                                                          | 6:37                                                     |
| 15.                                                      | «Call your name»                                         | mpi                                                      | mpi, CASG (Caramel Apple Sound Gadget)                   | 4:28                                                     |
| 16.                                                      | «omake-pfadlib»                                          |                                                          |                                                          | 3:31                                                     |
| 77:27                                                    |                                                          |                                                          |                                                          |                                                          |

Автор музики Савано Хіроюкі. 
| Attack on Titan Original Soundtrack II (обмежене видання від Blu-ray) | Attack on Titan Original Soundtrack II (обмежене видання від Blu-ray) | Attack on Titan Original Soundtrack II (обмежене видання від Blu-ray) |
| #                                                                     | Назва                                                                 | Тривалість                                                            |
| --------------------------------------------------------------------- | --------------------------------------------------------------------- | --------------------------------------------------------------------- |
| 1.                                                                    | «進撃st-hrn-egt20130629巨人»                                          | 5:00                                                                  |
| 2.                                                                    | «進撃pf20130218巨人»                                                  | 4:41                                                                  |
| 3.                                                                    | «進撃gt20130218巨人»                                                  | 2:31                                                                  |
| 4.                                                                    | «進撃st-hrn-gt-pf20130629巨人»                                        | 4:37                                                                  |
| 5.                                                                    | «進撃vc-pf20130218巨人»                                               | 6:11                                                                  |
| 6.                                                                    | «進撃vn-pf20130524巨人»                                               | 3:23                                                                  |
| 7.                                                                    | «進撃pf-adlib-b20130218巨人»                                          | 2:51                                                                  |
| 8.                                                                    | «進撃st20130629巨人»                                                  | 5:25                                                                  |
| 9.                                                                    | «進撃pf-adlib-c20130218巨人»                                          | 3:53                                                                  |
| 10.                                                                   | «進撃st-hrn-gt20130629巨人»                                           | 4:13                                                                  |
| 11.                                                                   | «進撃pf-medley20130629巨人»                                           | 5:06                                                                  |
| 47:51                                                                 |                                                                       |                                                                       |

### Другий сезон
Початковою темою другого сезону є «Shinzō wo Sasageyo!» (яп. 心臓を捧げよ!, «Присвяти своє серце!»), стилізована німецькою як «Opfert eure Herzen!», від Linked Horizon, а завершальною — «Yuugure no Tori» (яп. 夕暮れの鳥, «Птах у сутінках») від гурту Shinsei Kamattechan1.
Саундтрек для другого сезону також написав Савано, пізніше Pony Canyon випустила його на двух компакт-дисках 7 червня 2017 року. На додаток до музики, створеної для даного сезону, саундтрек також містить усі треки, створені для інших засобів масової інформації між першим і другим сезонами, такі як анімаційні фільми та OVA.
Вокальні партії виконували Йосі із Survive Said the Prophet, Gemie, mpi, Міка Калдіто, Кобаясі Міка та Benjamin.

#### Список композицій
Автор музики Савано Хіроюкі. 
| Перший диск | Перший диск                    | Перший диск        | Перший диск                                  | Перший диск |
| #           | Назва                          | Автор слів         | Вокал                                        | Тривалість  |
| ----------- | ------------------------------ | ------------------ | -------------------------------------------- | ----------- |
| 1.          | «Barricades»                   | Benjamin, mpi      | Йосі із Survive Said the Prophet, Gemie, mpi | 3:41        |
| 2.          | «APETITAN»                     |                    |                                              | 5:31        |
| 3.          | «YouSeeBIGGIRL/T:T»            | Rie                | Gemie                                        | 5:58        |
| 4.          | «son2seaVer»                   |                    |                                              | 5:22        |
| 5.          | «Call of Silence»              | cAnON.             | Gemie                                        | 2:57        |
| 6.          | «ERENthe標»                    |                    |                                              | 6:23        |
| 7.          | «attack音D»                    |                    |                                              | 4:44        |
| 8.          | «YAMANAIAME»                   | Benjamin, mpi      | Міка Калдіто, mpi, Кобаясі Міка              | 4:27        |
| 9.          | «2Volt»                        |                    |                                              | 6:46        |
| 10.         | «進撃st-hrn-egt20130629巨人»   |                    |                                              | 5:00        |
| 11.         | «So ist es immer»              | Rie, Benjamin, mpi | Benjamin                                     | 4:48        |
| 12.         | «進撃st-hrn-gt-pf20130629巨人» |                    |                                              | 4:36        |
| 13.         | «ymniam-orch»                  |                    |                                              | 3:09        |
| 14.         | «The Reluctant Heroes <MODv>»  | mpi                | Caldito                                      | 4:30        |
| 15.         | «進撃st-hrn-gt20130629巨人»    |                    |                                              | 4:12        |
| 16.         | «theDOGS»                      | Benjamin, mpi      | mpi                                          | 4:35        |

| Другий диск | Другий диск                  | Другий диск   | Другий диск  | Другий диск |
| #           | Назва                        | Автор слів    | Вокал        | Тривалість  |
| ----------- | ---------------------------- | ------------- | ------------ | ----------- |
| 1.          | «進撃pf-medley20130629巨人»  |               |              | 5:06        |
| 2.          | «EMAymniam»                  |               |              | 5:31        |
| 3.          | «進撃pf20130218巨人»         |               |              | 4:40        |
| 4.          | «進撃gt20130218巨人»         |               |              | 2:31        |
| 5.          | «TWO-lives»                  |               |              | 4:57        |
| 6.          | «進撃st20130629巨人»         |               |              | 5:25        |
| 7.          | «進撃vn-pf20130524巨人»      |               |              | 3:23        |
| 8.          | «ymniam-MKorch»              | Benjamin, mpi | Кобаясі Міка | 2:36        |
| 9.          | «進撃pf-adlib-c20130218巨人» |               |              | 3:53        |
| 10.         | «進撃pf-adlib-b20130218巨人» |               |              | 2:50        |
| 11.         | «進撃vc-pf20130218巨人»      |               |              | 6:11        |
| 12.         | «TheWeightOfLives»           |               |              | 7:20        |
| 13.         | «YAMANAIAME <FMv>»           | Benjamin, mpi | Міка Калдіто | 4:28        |
| 14.         | «AOTs2M他1»                  |               |              | 4:10        |
| 15.         | «AOTs2M他2»                  |               |              | 2:08        |
| 16.         | «AOTs2M他3»                  |               |              | 3:25        |
| 17.         | «AOTs2M他4»                  |               |              | 4:03        |
| 149:00      |                              |               |              |             |

### Третій сезон
Початковою темою є «Red Swan» від Хаясі Йосікі та Хайда, а завершальною — «Akatsuki no Requiem» від Linked Horizon. Другою початковою темою є «Shoukei to Shikabane no Michi» (яп. 憧憬と屍の道, «Шлях туги та трупів») від Linked Horizon, а кінцевою — «Name of Love» від Cinema Staff.
Композитором знову став Савано. Саундтрек був випущений 26 червня 2019 року. Як і в попередньому релізі, до саундтреку було включено музику з фільмів та OVA, випущених між другим і третім сезонами. Вокальні партії виконують Laco, Девід Вітакер, Gemie, Eliana, mpi, Йосі із Survive Said the Prophet та Еймі Блекшлеґер.

#### Список треків
Автор музики Савано Хіроюкі. 
| Перший диск | Перший диск                                          | Перший диск   | Перший диск                      | Перший диск |
| #           | Назва                                                | Автор слів    | Вокал                            | Тривалість  |
| ----------- | ---------------------------------------------------- | ------------- | -------------------------------- | ----------- |
| 1.          | «K2-»                                                |               |                                  | 5:46        |
| 2.          | «Zero Eclipse»                                       | Benjamin, mpi | Laco                             | 4:13        |
| 3.          | «SymphonicSuite[AoT]Part1-1st:0Sk»                   |               |                                  | 6:10        |
| 4.          | «SymphonicSuite[AoT]Part1-2nd:一s十りA»              |               |                                  | 3:51        |
| 5.          | «SymphonicSuite[AoT]Part1-3rd:BARRIchestra»          |               |                                  | 5:59        |
| 6.          | «SymphonicSuite[AoT]Part1-4th:7-b@$»                 |               |                                  | 5:17        |
| 7.          | «K21»                                                | Девід Вітакер | Девід Вітакер                    | 3:23        |
| 8.          | «AoTs3-3spens/21石»                                  |               |                                  | 6:32        |
| 9.          | «Call your name <Gv>»                                | mpi           | Gemie                            | 4:19        |
| 10.         | «SymphonicSuite[AoT]Part2-1st:ətˈæk 0N tάɪtn <WMId>» | Rie           | Eliana                           | 5:10        |
| 11.         | «SymphonicSuite[AoT]Part2-2nd:ShingekiNoKyojin»      |               |                                  | 3:02        |
| 12.         | «SymphonicSuite[AoT]Part2-3rd:Before Lights Out»     | Benjamin, mpi | Laco                             | 2:55        |
| 13.         | «SymphonicSuite[AoT]Part2-4th:2An»                   |               |                                  | 2:38        |
| 14.         | «SymphonicSuite[AoT]Part2-5th:Apple Seed»            | Benjamin, mpi | mpi, Laco                        | 2:46        |
| 15.         | «SymphonicSuite[AoT]Part2-6th:ThanksAT»              |               |                                  | 3:59        |
| 16.         | «ERENthe標 <MOVIEver.>»                              |               |                                  | 6:24        |
| 17.         | «Barricades <MOVIEver.>»                             | Benjamin, mpi | Йосі із Survive Said the Prophet | 4:17        |
| 76:41       |                                                      |               |                                  |             |

| Другий диск | Другий диск                             | Другий диск | Другий диск     | Другий диск |
| #           | Назва                                   | Автор слів  | Вокал           | Тривалість  |
| ----------- | --------------------------------------- | ----------- | --------------- | ----------- |
| 1.          | «AoTs3-PF1»                             |             |                 | 2:05        |
| 2.          | «T-KT»                                  |             |                 | 2:54        |
| 3.          | «A1Gう»                                 | mpi         | Еймі Блекшлеґер | 3:20        |
| 4.          | «AoTs3-PF2»                             |             |                 | 3:24        |
| 5.          | «AoTs3-1000略»                          |             |                 | 3:27        |
| 6.          | «tooth-i:»                              |             |                 | 3:03        |
| 7.          | «LENぞ97n10火巨説MAHLE»                 |             |                 | 2:14        |
| 8.          | «K21 (Instrumental)»                    |             |                 | 3:21        |
| 9.          | «Zero Eclipse (Instrumental)»           |             |                 | 4:11        |
| 10.         | «Barricades <MOVIEver.> (Instrumental)» |             |                 | 4:16        |
| 11.         | «Call your name <Gv> (Instrumental)»    |             |                 | 4:19        |
| 12.         | «ətˈæk 0N tάɪtn <WMId> (Instrumental)»  |             |                 | 5:08        |
| 13.         | «Before Lights Out (Instrumental)»      |             |                 | 2:53        |
| 14.         | «Apple Seed (Instrumental)»             |             |                 | 2:46        |
| 47:18       |                                         |             |                 |             |

### Четвертий сезон
Режисером виступив Міма Масафумі, композиторами — Савано Хіроюкі та Ямамото Кота.
У першій частині на початку грає «My War» (яп. 僕の戦争, «Боку но Сенсо:», «Моя війна») від Shinsei Kamattechan, а в кінці — «Shock» (яп. 衝撃, «Сьоґекі») від Андо Юко. Початковою темою другої частини є «The Rumbling» від виконанні SiM, а завершальною — «Akuma no Ko» від Хіґуті Ай. У першому спецепізоді (третій частині) завершальною темою є «Under the Tree» від SiM, а в другому — «Ni Sen-nen... Moshikuwa... ni Man'nengo no Kimi e» (яп. 二千年... 若しくは... 二万年後の君へ・・・, До тебе через 2000... або... 20 000 років...) від Linked Horizon. Для телеверсії третьої та четвертої частин розміром зі звичайну серію початковою темою є «Saigo no Kyojin» (яп. 最後の巨人, «Останній Титан») у виконанні Linked Horizon, а кінцевою — «Itterasshai» (яп. いってらっしゃい, «До зустрічі») у виконанні Хіґуті Ай.
Саундтрек, створений Ямамото Котою (1—20 пісні) та Савано Хіроюкі (21—23 пісні), був випущений в цифровому форматі 23 червня 2021 року Pony Canyon на кількох музичних сайтах, включаючи Apple Music та Spotify. Він містить 23 треки, з'в тому числі дві вокальні пісні, виконані cumi та Ханною Ґрейс.

#### Список треків
| Attack on Titan The Final Season Original Soundtrack | Attack on Titan The Final Season Original Soundtrack | Attack on Titan The Final Season Original Soundtrack | Attack on Titan The Final Season Original Soundtrack | Attack on Titan The Final Season Original Soundtrack | Attack on Titan The Final Season Original Soundtrack |
| #                                                    | Назва                                                | Автор слів                                           | Автор музики                                         | Вокал                                                | Тривалість                                           |
| ---------------------------------------------------- | ---------------------------------------------------- | ---------------------------------------------------- | ---------------------------------------------------- | ---------------------------------------------------- | ---------------------------------------------------- |
| 1.                                                   | «Ashes on The Fire»                                  |                                                      | Ямамото Кота                                         |                                                      | 4:34                                                 |
| 2.                                                   | «The Other Side of the Sea»                          |                                                      | Ямамото                                              |                                                      | 4:57                                                 |
| 3.                                                   | «Splinter Wolf»                                      | Benjamin, mpi                                        | Ямамото                                              | cumi                                                 | 5:21                                                 |
| 4.                                                   | «Nightmare»                                          |                                                      | Ямамото                                              |                                                      | 3:41                                                 |
| 5.                                                   | «Guilty Hero»                                        |                                                      | Ямамото                                              |                                                      | 4:22                                                 |
| 6.                                                   | «The Successor»                                      |                                                      | Ямамото                                              |                                                      | 4:09                                                 |
| 7.                                                   | «Memory Lane»                                        | Benjamin, mpi                                        | Ямамото                                              | Ханна Ґрейс                                          | 3:03                                                 |
| 8.                                                   | «Liberio at Night»                                   |                                                      | Ямамото                                              |                                                      | 2:56                                                 |
| 9.                                                   | «Liberio Festival»                                   |                                                      | Ямамото                                              |                                                      | 3:03                                                 |
| 10.                                                  | «True History»                                       |                                                      | Ямамото                                              |                                                      | 5:20                                                 |
| 11.                                                  | «The Warriors»                                       |                                                      | Ямамото                                              |                                                      | 4:06                                                 |
| 12.                                                  | «The Fall of Marley»                                 |                                                      | Ямамото                                              |                                                      | 3:18                                                 |
| 13.                                                  | «Zeek's Plan»                                        |                                                      | Ямамото                                              |                                                      | 3:47                                                 |
| 14.                                                  | «Nowhere to go»                                      |                                                      | Ямамото                                              |                                                      | 3:05                                                 |
| 15.                                                  | «Atonement»                                          |                                                      | Ямамото                                              |                                                      | 3:18                                                 |
| 16.                                                  | «Cold Light»                                         |                                                      | Ямамото                                              |                                                      | 3:34                                                 |
| 17.                                                  | «The Reason»                                         |                                                      | Ямамото                                              |                                                      | 3:26                                                 |
| 18.                                                  | «Friendships»                                        |                                                      | Ямамото                                              |                                                      | 3:44                                                 |
| 19.                                                  | «Memory Lane Vln ver.»                               |                                                      | Ямамото                                              |                                                      | 3:03                                                 |
| 20.                                                  | «Liberio at Night Pf & Vln ver.»                     |                                                      | Ямамото                                              |                                                      | 2:57                                                 |
| 21.                                                  | «AOTF-s1»                                            |                                                      | Савано Хіроюкі                                       |                                                      | 7:57                                                 |
| 22.                                                  | «AOTF-s2»                                            |                                                      | Савано                                               |                                                      | 3:33                                                 |
| 23.                                                  | «AOTF-s3»                                            |                                                      | Савано                                               |                                                      | 3:42                                                 |
| 90:56                                                |                                                      |                                                      |                                                      |                                                      |                                                      |

| Attack on Titan The Final Season Original Soundtrack 02 | Attack on Titan The Final Season Original Soundtrack 02 | Attack on Titan The Final Season Original Soundtrack 02 | Attack on Titan The Final Season Original Soundtrack 02 | Attack on Titan The Final Season Original Soundtrack 02 | Attack on Titan The Final Season Original Soundtrack 02 |
| #                                                       | Назва                                                   | Автор слів                                              | Автор музики                                            | Вокал                                                   | Тривалість                                              |
| ------------------------------------------------------- | ------------------------------------------------------- | ------------------------------------------------------- | ------------------------------------------------------- | ------------------------------------------------------- | ------------------------------------------------------- |
| 1.                                                      | «Footsteps of Doom»                                     |                                                         | Ямамото Кота                                            |                                                         | 5:06                                                    |
| 2.                                                      | «Into the Night Acoustic ver.»                          | Ямаґуті Карен                                           | Ямамото                                                 | Ямаґуті                                                 | 2:11                                                    |
| 3.                                                      | «Ashes on The Fire -PTV-»                               |                                                         | Ямамото                                                 |                                                         | 5:06                                                    |
| 4.                                                      | «MAN-Child»                                             |                                                         | Ямаґуті                                                 |                                                         | 3:47                                                    |
| 5.                                                      | «All of The Freedoms»                                   |                                                         | Ямамото                                                 |                                                         | 4:38                                                    |
| 6.                                                      | «TRAITOR»                                               |                                                         | Ямамото                                                 |                                                         | 4:47                                                    |
| 7.                                                      | «Night of The End»                                      |                                                         | Ямамото                                                 |                                                         | 4:01                                                    |
| 8.                                                      | «From You, 2,000 Years Ago»                             |                                                         | Ямамото                                                 |                                                         | 6:55                                                    |
| 9.                                                      | «The Global Allied Fleet»                               |                                                         | Ямамото                                                 |                                                         | 3:54                                                    |
| 10.                                                     | «MICHI»                                                 |                                                         | Ямамото                                                 |                                                         | 4:44                                                    |
| 11.                                                     | «THAW»                                                  |                                                         | Ямамото                                                 |                                                         | 4:17                                                    |
| 12.                                                     | «Into the Night»                                        | Ямаґуті                                                 | Ямамото                                                 | Ямаґуті                                                 | 4:09                                                    |
| 13.                                                     | «EL○»                                                   |                                                         | Савано Хіроюкі                                          |                                                         | 4:41                                                    |
| 14.                                                     | «YouSee-Power»                                          |                                                         | Савано                                                  |                                                         | 4:17                                                    |
| 15.                                                     | «ətˈæk 0N tάɪtnᐸTFSvᐳ»                                  | Rie                                                     | Савано                                                  | Eliana                                                  | 4:57                                                    |
| 67:30                                                   |                                                         |                                                         |                                                         |                                                         |                                                         |

| Attack on Titan The Final Season Original Soundtrack 03 | Attack on Titan The Final Season Original Soundtrack 03 | Attack on Titan The Final Season Original Soundtrack 03 | Attack on Titan The Final Season Original Soundtrack 03 |
| #                                                       | Назва                                                   | Автор музики                                            | Тривалість                                              |
| ------------------------------------------------------- | ------------------------------------------------------- | ------------------------------------------------------- | ------------------------------------------------------- |
| 1.                                                      | «An Ordinary Day»                                       | Ямамото Кота                                            | 5:43                                                    |
| 2.                                                      | «Aim of the Fate»                                       | Ямамото                                                 | 3:40                                                    |
| 3.                                                      | «Liar»                                                  | Ямамото                                                 | 3:57                                                    |
| 4.                                                      | «ətˈæk till we are Ashes»                               | Ямамото & Савано Хіроюкі                                | 6:54                                                    |
| 5.                                                      | «Vanishment»                                            | Ямамото                                                 | 3:20                                                    |
| 23:34                                                   |                                                         |                                                         |                                                         |

### Анімаційні фільми
У першому фільмі, Attack on Titan – Part 1: Crimson Bow and Arrow, кінцевою темою були «YAMANAIAME» (укр. «Нестримний дощ») від Савано Хіроюкі за участю Кобаясі Міки, Міки Калдіто і mpi, та «Guren no Zahyou» (яп. 紅蓮の座標, «Багряна координата») від Linked Horizon. У другого фільмі, Attack on Titan – Part 2: Wings of Freedom, у кінці грала «theDOGS» від Савано Хіроюкі за участю mpi. Головну пісню фільму «Jiyuu no Daishou» (яп. 自由の代償) виконала Linked Horizon.

## Сприйняття

### Продажі та відзнаки
Аніме мало успіх у Японії: середній обсяг продажів дев'яти томів склав 52 067 копій, а загалом станом на серпень 2016 року — 468 603. Attack on Titan було першим аніме за продажами на японському телебаченні у 2013 році та наразі є восьмим найпродаванішим аніме 2010-х років. Воно також мало великий успіх у США: було продано щонайменше 200 000 екземплярів. У 2014 році це аніме було лідером за кількістю потокових трансляцій на Funimation, а серед домашніх відео, випущених 2014 року, Attack on Titan було найулюбленішим серед фанатів.
Аніме-адаптація отримала багато нагород на 3-й церемонії вручення Newtype Anime Awards, зокрема в категоріях «Найкраща режисура», «Найкращий сценарій», «Найкращий саундтрек», «Найкраща пісня», «Найкраща жіноча роль» і «Назва року». Також Attack on Titan перемогло в категоріях «Найкраща телевізійна анімація» на Animation Kobe Awards (2013), а також «Анімація року», «Найкраща режисура», «Найкращий сценарій» та «Найкраща музика» на Tokyo Anime Award (2014). У 2013 році серіал переміг на Digital Contents of the Year Award на 19-й щорічній премії Японської асоціації медіа в цифровому форматі (AMD). Attack on Titan стало першим аніме, яке виграло в категорії «Найкращий потоковий анімаційний серіал або телефільм» на першій церемонії Astra Creative Arts TV Awards.

### Цензура
- КНР: У 2015 році Міністерство культури Китайської Народної Республіки з метою «захистити здоровий розвиток молоді» заборонило розповсюдження Attack on Titan, а також 37 інших аніме та манґ, які, як зазначено, містять сцени насильства, порнографії, тероризму та злочинів проти суспільної моралі[97].
- Малайзія: Відповідно до законів Малайзії про цензуру, частини тіла, що вважаються непристойними, мають бути приховані. Після цього у малайзійському виданні Attack on Titan піддали цензурі зображення голих титанів[98].
- Росія: У липні 2021 року уряд Російської Федерації заборонив розповсюдження Attack on Titan та інші аніме, мотивуючи це «турботою про добробут молоді»[99][100]. Після вторгнення Росії в Україну 24 лютого 2022 року дистриб’ютор Crunchyroll закрив свої дочірні компанії Wakanim і Crunchyroll EMEA через міжнародні санкції, накладені з боку Японії і США; таким чином російські глядачі не мають доступу до легальної трансляції Attac on Titan[101].

## Нагороди та номінації
| Рік  | Нагорода                           | Категорія                                  | Recipient                                                      | Результат | Прим.           |
| ---- | ---------------------------------- | ------------------------------------------ | -------------------------------------------------------------- | --- | --------------- |
| 2013 | Newtype Anime Awards               | Найкращий аніме-серіал                     | Attack on Titan                                                | Перемога | [ 102 ]         |
| 2013 | Newtype Anime Awards               | Найкращий режисер                          | Аракі Тецуро                                                   | Перемога | [ 102 ]         |
| 2013 | Newtype Anime Awards               | Найкращий сценарій                         | Кобаясі Ясуко                                                  | Перемога | [ 102 ]         |
| 2013 | Newtype Anime Awards               | Найкращий рекламний ролик                  | Attack on Titan                                                | Перемога | [ 102 ]         |
| 2013 | Newtype Anime Awards               | Найкращий саундтрек                        | Attack on Titan                                                | Перемога | [ 102 ]         |
| 2013 | Newtype Anime Awards               | Найкраща пісня                             | »Guren no Yumiya" від Linked Horizon                           | Перемога | [ 102 ]         |
| 2013 | Newtype Anime Awards               | Найкращий чоловічий персонаж               | Леві Аккерман                                                  | 5 місце | [ 102 ]         |
| 2013 | Newtype Anime Awards               | Найкращий чоловічий персонаж               | Ерен Єгер                                                      | 8 місце | [ 102 ]         |
| 2013 | Newtype Anime Awards               | Найкращий жіночий персонаж                 | Мікаса Аккерман                                                | Перемога | [ 102 ]         |
| 2013 | Newtype Anime Awards               | Найкращий актор                            | Камія Хіросі                                                   | 2 місце | [ 102 ]         |
| 2013 | Newtype Anime Awards               | Найкращий актор                            | Кадзі Юкі                                                      | 6 місце | [ 102 ]         |
| 2013 | Newtype Anime Awards               | Найкраща актриса                           | Іноуе Маріна                                                   | 6 місце | [ 102 ]         |
| 2013 | Newtype Anime Awards               | Найкраща студія                            | Wit Studio                                                     | Перемога | [ 102 ]         |
| 2013 | Animation Kobe Awards              | Найкраща телевізійна анімація              | Attack on Titan                                                | Перемога | [ 103 ]         |
| 2013 | Animation Kobe Awards              | Найкраща пісня                             | «Guren no Yumiya» від Linked Horizon                           | Перемога | [ 103 ]         |
| 2013 | Animedia Character Awards          | Гарячий                                    | Ерен Єгер                                                      | Перемога | [ 104 ] [ 105 ] |
| 2013 | Animedia Character Awards          | Найцінніший гравець                        | Ерен Єгер                                                      | 2 місце | [ 104 ] [ 105 ] |
| 2013 | Animedia Character Awards          | Найцінніший гравець                        | Леві Аккерман                                                  | 3 місце | [ 104 ] [ 105 ] |
| 2013 | Animedia Character Awards          | Сильний                                    | Леві Аккерман                                                  | Перемога | [ 104 ] [ 105 ] |
| 2013 | Animedia Character Awards          | Веселий                                    | Саша Браус                                                     | 3 місце | [ 104 ] [ 105 ] |
| 2013 | Animedia Character Awards          | Веселий                                    | Конні Спрінгер                                                 | 4 місце | [ 104 ] [ 105 ] |
| 2013 | Internet Buzzwords Award           | Internet Buzzword Award                    | «Я знищу»                                                      | 17 місце | [ 106 ]         |
| 2013 | Internet Buzzwords Award           | Anime Buzzword Award                       | «Я знищу»                                                      | Перемога Срібна нагорода | [ 106 ]         |
| 2013 | Internet Buzzwords Award           | Anime Buzzword Award                       | «Я не отримав жодного результату!»                             | 6 місце | [ 106 ]         |
| 2013 | Internet Buzzwords Award           | Anime Buzzword Award                       | «Єгер!»                                                        | 7 місце | [ 106 ]         |
| 2013 | Billboard Japan Music Awards       | Гаряча анімація року                       | «Guren no Yumiya» від Linked Horizon                           | Перемога | [ 107 ]         |
| 2013 | Billboard Japan Music Awards       | Артист року (анімація)                     | Linked Horizon                                                 | Перемога | [ 108 ]         |
| 2014 | Anime Awards Selecta Visión        | Найкращий аніме-серіал                     | Attack on Titan                                                | Перемога | [ 109 ]         |
| 2014 | Anime Awards Selecta Visión        | Найкращий серіальний режисер               | Аракі Тецуро                                                   | Перемога | [ 109 ]         |
| 2014 | Anime Awards Selecta Visión        | Найкращий головний чоловічий персонаж      | Ерен Єгер                                                      | 3 місце | [ 109 ]         |
| 2014 | Anime Awards Selecta Visión        | Найкращий головний жіночий персонаж        | Мікаса Аккерман                                                | Перемога | [ 109 ]         |
| 2014 | Anime Awards Selecta Visión        | Найкраще іспанське серіальне видання       | Attack on Titan (видання Blu-ray+DVD)                          | 3 місце | [ 109 ]         |
| 2014 | Chibi Japan Weekend Madrid         | Спеціальна нагорода                        | Attack on Titan                                                | Перемога | [ 110 ]         |
| 2014 | Seiyu Awards                       | Найкращий актор головної ролі              | Кадзі Юкі (Ерен Єгер)                                          | Перемога | [ 111 ]         |
| 2014 | Seiyu Awards                       | Найкраща актриса другого плану             | Ісікава Юі (Мікаса Аккерман)                                   | Перемога | [ 111 ]         |
| 2014 | AMD Awards                         | Великий приз                               | Attack on Titan                                                | Перемога | [ 112 ] [ 113 ] |
| 2014 | AMD Awards                         | Нагорода за відмінність                    | Attack on Titan                                                | Перемога | [ 112 ] [ 113 ] |
| 2014 | Anime & Manga Grand Prix           | Найкраще японське аніме                    | Attack on Titan                                                | Перемога | [ 114 ]         |
| 2014 | Anime & Manga Grand Prix           | Найкраща музична тема                      | «Guren no Yumiya» від Linked Horizon                           | Перемога | [ 114 ]         |
| 2014 | Tokyo Anime Award                  | Анімація року (категорія серіалів)         | Attack on Titan                                                | Перемога | [ 115 ]         |
| 2014 | Tokyo Anime Award                  | Найкращий режисер                          | Аракі Тецуро                                                   | Перемога | [ 115 ]         |
| 2014 | Tokyo Anime Award                  | Найкращий сценарій                         | Кобаясі Ясуко                                                  | Перемога | [ 115 ]         |
| 2014 | Tokyo Anime Award                  | Найкраща музика                            | Савано Хіроюкі                                                 | Перемога | [ 115 ]         |
| 2014 | 36th Anime Grand Prix              | Grand Prix                                 | Attack on Titan                                                | Перемога | [ 116 ] [ 117 ] |
| 2014 | 36th Anime Grand Prix              | Best Voice Actor                           | Yuki Kaji                                                      | Перемога | [ 116 ] [ 117 ] |
| 2014 | 36th Anime Grand Prix              | Best Male Character                        | Levi Ackerman                                                  | Перемога | [ 116 ] [ 117 ] |
| 2014 | 36th Anime Grand Prix              | Best Male Character                        | Eren Yeager                                                    | 4th place | [ 116 ] [ 117 ] |
| 2014 | 36th Anime Grand Prix              | Best Female Character                      | Mikasa Ackerman                                                | 2nd place | [ 116 ] [ 117 ] |
| 2014 | 36th Anime Grand Prix              | Best Theme Song                            | «Guren no Yumiya» by Linked Horizon                            | Перемога | [ 116 ] [ 117 ] |
| 2014 | 36th Anime Grand Prix              | Editor's Choice Grand Prix                 | Attack on Titan                                                | Перемога | [ 118 ]         |
| 2014 | ExpoManga Awards                   | Favorite Video Series                      | Attack on Titan                                                | Перемога | [ 119 ]         |
| 2014 | 6th Japan Character Awards         | Character License Award                    | Attack on Titan                                                | Перемога | [ 120 ]         |
| 2014 | 20th Salón del Manga de Barcelona  | Best Anime Series (TV)                     | Attack on Titan                                                | Перемога | [ 121 ]         |
| 2014 | NEO Awards                         | Best Anime                                 | Attack on Titan                                                | Перемога | [ 122 ] [ 123 ] |
| 2015 | 1st Sugoi Japan Awards             | Best Anime Series                          | Attack on Titan                                                | 7th place | [ 124 ]         |
| 2015 | 3rd BTVA Anime Dub Awards          | Best Male Lead                             | Josh Grelle as Armin Arlert                                    | Номінація | [ 125 ]         |
| 2015 | 3rd BTVA Anime Dub Awards          | Best Female Lead                           | Trina Nishimura as Mikasa Ackerman                             | Номінація | [ 125 ]         |
| 2015 | 3rd BTVA Anime Dub Awards          | Best Female Lead - People's Choice         | Trina Nishimura as Mikasa Ackerman                             | Перемога | [ 125 ]         |
| 2015 | 3rd BTVA Anime Dub Awards          | Best Supporting Male                       | Matthew Mercer as Levi Ackerman                                | Номінація | [ 125 ]         |
| 2015 | 3rd BTVA Anime Dub Awards          | Best Supporting Male - People's Choice     | Matthew Mercer as Levi Ackerman                                | Перемога | [ 125 ]         |
| 2015 | 3rd BTVA Anime Dub Awards          | Best Supporting Female                     | Lauren Landa as Annie Leonheart                                | Номінація | [ 125 ]         |
| 2015 | 3rd BTVA Anime Dub Awards          | Best Vocal Ensemble                        | Attack on Titan                                                | Номінація | [ 125 ]         |
| 2015 | 3rd BTVA Anime Dub Awards          | Best Vocal Ensemble - People's Choice      | Attack on Titan                                                | Перемога | [ 125 ]         |
| 2015 | 14th Tokyo Anime Award             | Best Music                                 | Hiroyuki Sawano                                                | Перемога | [ 126 ]         |
| 2015 | 33rd JASRAC Awards                 | Domestic Works                             | »Attack on Titan Background Music" by Hiroyuki Sawano          | Won Silver Award | [ 127 ]         |
| 2015 | 21st Salón del Manga de Barcelona  | Best Anime DVD/Blu-ray                     | Attack on Titan                                                | Перемога | [ 128 ]         |
| 2016 | Japan Expo Awards                  | Daruma d'Or Anime                          | Attack on Titan                                                | Номінація | [ 129 ] [ 130 ] |
| 2016 | Japan Expo Awards                  | Best Director                              | Tetsurō Araki                                                  | Номінація | [ 129 ] [ 130 ] |
| 2016 | Japan Expo Awards                  | Best Character Design                      | Kyoji Asano                                                    | Перемога | [ 129 ] [ 130 ] |
| 2016 | Japan Expo Awards                  | Best Soundtrack                            | Hiroyuki Sawano                                                | Номінація | [ 129 ] [ 130 ] |
| 2016 | Japan Expo Awards                  | Best Adapted Series                        | Attack on Titan                                                | Перемога | [ 129 ] [ 130 ] |
| 2017 | 12th AnimaniA Awards               | Best TV Series                             | Attack on Titan                                                | Перемога | [ 131 ]         |
| 2017 | 12th AnimaniA Awards               | Best Director                              | Tetsurō Araki                                                  | Перемога | [ 131 ]         |
| 2017 | 12th AnimaniA Awards               | Best Character Design                      | Kyoji Asano                                                    | 2nd place | [ 131 ]         |
| 2017 | 12th AnimaniA Awards               | Best Studio                                | Wit Studio                                                     | 2nd place | [ 131 ]         |
| 2017 | Heroes Manga Madrid Awards         | Best Anime in Spain 2016                   | Attack on Titan                                                | Перемога | [ 132 ]         |
| 2017 | 7th Newtype Anime Awards           | Best Work (TV)                             | Attack on Titan Season 2                                       | 8th place | [ 133 ]         |
| 2017 | 7th Newtype Anime Awards           | Best Male Character                        | Levi Ackerman                                                  | 5th place | [ 133 ]         |
| 2017 | 7th Newtype Anime Awards           | Best Female Character                      | Mikasa Ackerman                                                | 4th place | [ 133 ]         |
| 2017 | 7th Newtype Anime Awards           | Best Theme Song                            | »Shinzō wo Sasageyo!" by Linked Horizon                        | 8th place | [ 133 ]         |
| 2017 | 7th Newtype Anime Awards           | Best Soundtrack                            | Attack on Titan Season 2                                       | 5th place | [ 133 ]         |
| 2017 | 23rd Salón del Manga de Barcelona  | Best Anime Series Broadcast in Spain       | Attack on Titan Season 2                                       | Номінація | [ 134 ]         |
| 2017 | IGN Awards                         | Anime of the Year                          | Attack on Titan                                                | Runner-up | [ 135 ]         |
| 2018 | 2nd Crunchyroll Anime Awards       | Best Action                                | Attack on Titan Season 2                                       | Номінація | [ 136 ]         |
| 2018 | 2nd Crunchyroll Anime Awards       | Best CGI                                   | Attack on Titan Season 2                                       | Номінація | [ 136 ]         |
| 2018 | 2nd Crunchyroll Anime Awards       | Best Opening                               | «Shinzō wo Sasageyo!» by Linked Horizon                        | Номінація | [ 136 ]         |
| 2018 | 17th Tokyo Anime Award             | Anime Fan Award                            | Attack on Titan Season 2                                       | 3rd place | [ 137 ]         |
| 2018 | Japan Expo Awards                  | Daruma d'Or Anime                          | Attack on Titan Season 2                                       | Номінація | [ 138 ] [ 139 ] |
| 2018 | Japan Expo Awards                  | Best Scenario                              | Hajime Isayama                                                 | Номінація | [ 138 ] [ 139 ] |
| 2018 | Japan Expo Awards                  | Best Soundtrack                            | Hiroyuki Sawano                                                | Перемога | [ 138 ] [ 139 ] |
| 2018 | Japan Expo Awards                  | Best Simulcast                             | Attack on Titan Season 2                                       | Номінація | [ 138 ] [ 139 ] |
| 2018 | 6th BTVA Anime Dub Awards          | Best Supporting Female                     | Lydia Mackay as Nanaba                                         | Номінація | [ 140 ]         |
| 2018 | 13th AnimaniA Awards               | Best J Movie                               | Attack on Titan — Movie 1                                      | \| style="background: #99FF99; color: black; vertical-align: middle; text-align: center; " class="yes table-yes2"\|Перемога | [ 141 ]         |
| 2018 | 24th Salón del Manga de Barcelona  | Best Anime Series                          | Attack on Titan Season 3                                       | \| style="background: #99FF99; color: black; vertical-align: middle; text-align: center; " class="yes table-yes2"\|Перемога | [ 142 ]         |
| 2018 | TVstation Drama & Anime Awards     | Best Anime Production                      | Attack on Titan Season 3                                       | Перемога | [ 143 ]         |
| 2018 | TVstation Drama & Anime Awards     | Best Voice Actor                           | Yuki Kaji as Eren Yeager                                       | 2nd place | [ 143 ]         |
| 2018 | IGN Awards                         | Best Anime Episode                         | Episode 46 — «Ruler of the Walls»                              | Номінація | [ 144 ]         |
| 2019 | 18th Tokyo Anime Award             | Anime Fan Award                            | Attack on Titan Season 3                                       | 8th place | [ 145 ]         |
| 2019 | 3rd Crunchyroll Anime Awards       | Best Ending Sequence                       | »Akatsuki no Requiem" by Linked Horizon                        | Перемога | [ 146 ]         |
| 2019 | 30th International Pop Poll Awards | Top Japanese Gold Song                     | »Red Swan" by Yoshiki feat. HYDE                               | Перемога | [ 147 ]         |
| 2019 | 9th Newtype Anime Awards           | Best Work (TV)                             | Attack on Titan Season 3                                       | 8th place | [ 148 ] [ 149 ] |
| 2019 | 9th Newtype Anime Awards           | Best Screenplay                            | Yasuko Kobayashi                                               | 8th place | [ 148 ] [ 149 ] |
| 2019 | 9th Newtype Anime Awards           | Best Soundtrack                            | Hiroyuki Sawano                                                | 7th place | [ 148 ] [ 149 ] |
| 2019 | Funimation                         | Best Boys of the Decade                    | Levi Ackerman                                                  | Перемога | [ 150 ]         |
| 2019 | Funimation                         | Best Girls of the Decade                   | Mikasa Ackerman                                                | Перемога | [ 150 ]         |
| 2019 | IGN Awards                         | Best Anime Series                          | Attack on Titan Season 3                                       | Номінація | [ 151 ]         |
| 2019 | IGN Awards                         | Best Anime Series - People's Choice        | Attack on Titan Season 3                                       | Перемога | [ 151 ]         |
| 2020 | 2nd Global TV Demand Awards        | Most In-Demand Export from Asia            | Attack on Titan                                                | Номінація | [ 152 ]         |
| 2020 | 4th Crunchyroll Anime Awards       | Best Director                              | Tetsurō Araki and Masashi Koizuka                              | Перемога | [ 153 ] [ 154 ] |
| 2020 | 4th Crunchyroll Anime Awards       | Best Animation                             | Attack on Titan Season 3                                       | Номінація | [ 153 ] [ 154 ] |
| 2020 | 4th Crunchyroll Anime Awards       | Best Fantasy                               | Attack on Titan Season 3                                       | Номінація | [ 153 ] [ 154 ] |
| 2020 | 4th Crunchyroll Anime Awards       | Best Score                                 | Hiroyuki Sawano                                                | Номінація | [ 153 ] [ 154 ] |
| 2020 | 4th Crunchyroll Anime Awards       | Best Fight Scene                           | Levi vs. Beast Titan                                           | Номінація | [ 153 ] [ 154 ] |
| 2020 | 4th Crunchyroll Anime Awards       | Best Couple                                | Ymir and Historia                                              | Номінація | [ 153 ] [ 154 ] |
| 2021 | 3rd Global TV Demand Awards        | Most In-Demand Anime Series of 2020        | Attack on Titan                                                | Номінація | [ 155 ]         |
| 2021 | 5th Crunchyroll Anime Awards       | Best VA Performance (Portuguese)           | Lucas Almeida as Eren Yeager                                   | Перемога | [ 156 ] [ 157 ] |
| 2021 | 27th Salón del Manga de Barcelona  | Best Anime Series Premiere on Platforms/TV | Attack on Titan: The Final Season Part 1                       | Перемога | [ 158 ]         |
| 2021 | 43rd Anime Grand Prix              | Best Theme Song                            | »My War" by Shinsei Kamattechan                                | 10th place | [ 159 ]         |
| 2021 | IGN Awards                         | Best Anime Series                          | Attack on Titan: The Final Season Part 1                       | Номінація | [ 160 ]         |
| 2022 | 4th Global TV Demand Awards        | Most In-Demand TV Series in the World      | Attack on Titan                                                | Перемога | [ 161 ]         |
| 2022 | 4th Global TV Demand Awards        | Most In-Demand Anime Series of 2021        | Attack on Titan                                                | Перемога | [ 161 ]         |
| 2022 | 6th Crunchyroll Anime Awards       | Anime of the Year                          | Attack on Titan: The Final Season Part 1                       | Перемога | [ 162 ] [ 163 ] |
| 2022 | 6th Crunchyroll Anime Awards       | Best Director                              | Yuichiro Hayashi                                               | Номінація | [ 162 ] [ 163 ] |
| 2022 | 6th Crunchyroll Anime Awards       | Best Protagonist                           | Eren Yeager                                                    | Номінація | [ 162 ] [ 163 ] |
| 2022 | 6th Crunchyroll Anime Awards       | Best Antagonist                            | Eren Yeager                                                    | Перемога | [ 162 ] [ 163 ] |
| 2022 | 6th Crunchyroll Anime Awards       | Best VA Performance (Japanese)             | Yuki Kaji as Eren Yeager                                       | Перемога | [ 162 ] [ 163 ] |
| 2022 | 6th Crunchyroll Anime Awards       | Best VA Performance (Japanese)             | Ayane Sakura as Gabi Braun                                     | Номінація | [ 162 ] [ 163 ] |
| 2022 | 6th Crunchyroll Anime Awards       | Best VA Performance (Russian)              | Vlad Tokarev (Влад Токарев) as Eren Yeager                     | Номінація | [ 162 ] [ 163 ] |
| 2022 | 6th Crunchyroll Anime Awards       | Best Opening Sequence                      | «My War» by Shinsei Kamattechan                                | Перемога | [ 162 ] [ 163 ] |
| 2022 | 6th Crunchyroll Anime Awards       | Best Ending Sequence                       | «Shogeki» by Yūko Andō                                         | Номінація | [ 162 ] [ 163 ] |
| 2022 | 6th Crunchyroll Anime Awards       | Best Action                                | Attack on Titan: The Final Season Part 1                       | Номінація | [ 162 ] [ 163 ] |
| 2022 | 6th Crunchyroll Anime Awards       | Best Fight Scene                           | Eren Yeager vs. War Hammer Titan                               | Номінація | [ 162 ] [ 163 ] |
| 2022 | 44th Anime Grand Prix              | Best Theme Song                            | «Akuma no Ko» by Ai Higuchi                                    | 10th place | [ 164 ]         |
| 2022 | IGN Awards                         | Best Anime Series                          | Attack on Titan: The Final Season Part 2                       | Номінація | [ 165 ]         |
| 2022 | Reiwa Anisong Awards               | Lyrics Award                               | Ai Higuchi for "Akuma no Ko" by Ai Higuchi                     | Перемога | [ 166 ]         |
| 2023 | 5th Global Demand Awards           | Most In-Demand TV Series in the World      | Attack on Titan                                                | Номінація | [ 167 ]         |
| 2023 | 5th Global Demand Awards           | Most In-Demand Anime Series of 2022        | Attack on Titan                                                | Перемога | [ 168 ]         |
| 2023 | 7th Crunchyroll Anime Awards       | Anime of the Year                          | Attack on Titan: The Final Season Part 2                       | Номінація | [ 169 ]         |
| 2023 | 7th Crunchyroll Anime Awards       | Best Director                              | Yuichiro Hayashi                                               | Номінація | [ 169 ]         |
| 2023 | 7th Crunchyroll Anime Awards       | Best Main Character                        | Eren Yeager                                                    | Перемога | [ 169 ]         |
| 2023 | 7th Crunchyroll Anime Awards       | Best Animation                             | Attack on Titan: The Final Season Part 2                       | Номінація | [ 169 ]         |
| 2023 | 7th Crunchyroll Anime Awards       | Best Continuing Series                     | Attack on Titan: The Final Season Part 2                       | Номінація | [ 169 ]         |
| 2023 | 7th Crunchyroll Anime Awards       | Best Action                                | Attack on Titan: The Final Season Part 2                       | Номінація | [ 169 ]         |
| 2023 | 7th Crunchyroll Anime Awards       | Best Drama                                 | Attack on Titan: The Final Season Part 2                       | Перемога | [ 169 ]         |
| 2023 | 7th Crunchyroll Anime Awards       | Best Score                                 | Hiroyuki Sawano and Kohta Yamamoto                             | Перемога | [ 169 ]         |
| 2023 | 7th Crunchyroll Anime Awards       | Best Opening Sequence                      | »The Rumbling" by SiM                                          | Перемога | [ 169 ]         |
| 2023 | 7th Crunchyroll Anime Awards       | Best Ending Sequence                       | «Akuma no Ko» by Ai Higuchi                                    | Номінація | [ 169 ]         |
| 2023 | 7th Crunchyroll Anime Awards       | Best Anime Song                            | «The Rumbling» by SiM                                          | Перемога | [ 169 ]         |
| 2023 | 7th Crunchyroll Anime Awards       | Best VA Performance (Japanese)             | Yuki Kaji as Eren Yeager                                       | Перемога | [ 169 ]         |
| 2023 | Japan Expo Awards                  | Daruma for Best Ending                     | «Akuma no Ko» by Ai Higuchi                                    | Перемога | [ 170 ]         |
| 2023 | 1st Astra Creative Arts TV Awards  | Best Streaming Animated Series or TV Movie | Attack on Titan                                                | Перемога | [ 171 ] [ 96 ]  |
| 2024 | 6th Global Demand Awards           | Most In-Demand TV Series in the World      | Attack on Titan                                                | Номінація | [ 172 ]         |
| 2024 | 6th Global Demand Awards           | Most In-Demand Anime Series of 2023        | Attack on Titan                                                | Номінація | [ 172 ]         |
| 2024 | 8th Crunchyroll Anime Awards       | Best Continuing Series                     | Attack on Titan: The Final Season The Final Chapters Special 1 | Номінація | [ 173 ]         |
| 2024 | 8th Crunchyroll Anime Awards       | Best Director                              | Yuichiro Hayashi                                               | Номінація | [ 173 ]         |
| 2024 | 8th Crunchyroll Anime Awards       | Best Main Character                        | Eren Yeager                                                    | Номінація | [ 173 ]         |
| 2024 | 8th Crunchyroll Anime Awards       | Best Supporting Character                  | Zoë Hange                                                      | Номінація | [ 173 ]         |
| 2024 | 8th Crunchyroll Anime Awards       | Best Animation                             | Attack on Titan: The Final Season The Final Chapters Special 1 | Номінація | [ 173 ]         |
| 2024 | 8th Crunchyroll Anime Awards       | Best Action                                | Attack on Titan: The Final Season The Final Chapters Special 1 | Номінація | [ 173 ]         |
| 2024 | 8th Crunchyroll Anime Awards       | Best Drama                                 | Attack on Titan: The Final Season The Final Chapters Special 1 | Перемога | [ 173 ]         |
| 2024 | 8th Crunchyroll Anime Awards       | Best Cinematography                        | Shigeki Asakawa                                                | Номінація | [ 173 ]         |
| 2024 | 8th Crunchyroll Anime Awards       | Best Score                                 | Hiroyuki Sawano and Kohta Yamamoto                             | Перемога | [ 173 ]         |
| 2024 | 8th Crunchyroll Anime Awards       | Best VA Performance (Japanese)             | Yuki Kaji as Eren Yeager                                       | Номінація | [ 173 ]         |

## Нотатки
1. ↑  Зазначений як головний режисер (яп. 総監督) у 2—3 сезонах.
2. 1 2  Зазначений як головний режисер серій (яп. 演出チーフ).
3. 1 2  Раніше відомий як «Funimation».
4. ↑  88—94 серії транслювалися як дві спеціальні серії (спешли) на NHK General TV, прем’єра яких відбулася 4 березня та 5 листопада 2023 року відповідно.
5. ↑  Сценарій  курирував (яп. 脚本監修) Аракі Тецуро.
6. 1 2  Зазначений як головний режисер (яп. 総監督).
7. ↑  У Північній Америці фільм поширював Crunchyroll (раніше відомий як «Funimation»), а в Австралії — Madman Anime.
8. ↑  Parts 3 and 4 originally aired as two television specials and were later redistributed as episodes 88–94 (season 4, episodes 29–35) of the TV series.